# セントラル・パーク・ノース
『セントラル・パーク・ノース』 (Central Park North) は、サド・ジョーンズ / メル・ルイス・ジャズ・オーケストラのアルバムである。

## 収録曲
1. トウ・アウェイ・ゾーン - "Tow Away Zone" - 4分25秒
2. クワイエチュード - "Quietude" - 4分3秒
3. ジャイブ・サンバ - "Jive Samba" - 8分50秒
4. ザ・グルーブ・マーチャント - "The Groove Merchant" - 5分4秒
5. ビッグ・ディッパー - "Big Dipper" - 5分52秒
6. セントラル・パーク・ノース - "Central Park North" - 9分14秒

## 演奏メンバー
- サド・ジョーンズ - フリューゲルホルン
- メル・ルイス - ドラム
- ローランド・ハナ - ピアノ
- リチャード・デイヴィス（英語版） - ベース
- バリー・ガルブレイス（英語版） - ギター
- サム・ブラウン（英語版） - ギター
- ジェローム・リチャードソン - アルト・サクソフォーン
- ジェリー・ダジオン（英語版） - アルト・サクソフォーン
- セルダン・パウエル - テナー・サクソフォーン
- エディ・ダニエルズ - テナー・サクソフォーン
- ジョー・テンパリー (Joe Temperly) - バリトン・サクソフォーン
- スヌーキー・ヤング（英語版） - トランペット
- リチャード・ウィリアムズ（英語版） - トランペット
- ダニー・ムーア (Danny Moore) - トランペット
- ジミー・ノッティンガム（英語版） - トランペット
- ジミー・ネッパー - トロンボーン
- ベニー・パウエル (Benny Powell) - トロンボーン
- エディ・バート（英語版） - トロンボーン
- クリフ・ヘザー (Cliff Heather) - トロンボーン